# إيلا موريس
إيلا بيث موريس (مواليد 23 سبتمبر 2002) لاعبة كرة قدم إنجليزية محترفة، تلعب في مركز الدفاع مع نادي توتنهام هوتسبير للسيدات، في دوري السوبر للسيدات، ومنتخب إنجلترا لكرة القدم للسيدات. سبق لها تمثيل منتخب إنجلترا في فئات تحت 17 عامًا، وتحت 19 عامًا، وتحت 23 عامًا.

## نشأتها
بدأت موريس مسيرتها الكروية مع فريق الشباب في مركز هامبشاير للتميز في سن السابعة، وانضمت إلى نادي ساوثهامبتون في الرابعة عشرة من عمرها، وظهر كجزء من فريق تحت 16 عامًا في دوري مسار الموهبة. والتحقت بكلية بارتون بيفريل للتعليم الثانوي في إيستلي، هامبشاير.

## مسيرتها مع الأندية
ظهرت موريس لأول مرة مع نادي ساوثهامبتون في دوري المنطقة الجنوبية لكرة القدم للسيدات موسم 2018-2019، سجل هدفين في 7 مباريات مع الفريق في موسم فوزهم بالترقية. في موسمها الثاني مع ساوثهامبتون، 2019–20، لعبت موريس في الدوري الوطني للسيدات القسم الأول جنوب غرب. اختيرت كأفضل لاعبة في ساوثهامبتون، بعد حصولها على أعلى نسبة تصويت من الجماهير، بالإضافة إلى جائزة أفضل لاعبة في الموسم. أشادت ماريان سبيسي-كايل، مديرة فريق الفريق، بمساعداتها الحاسمة وهدفين مهمين في الموسم، بعد أن صعدت من فريق تحت 16 عامًا.
في 5 يناير 2022، في الدور الرابع من كأس الاتحاد الإنجليزي للسيدات 2021–22 على ملعب سانت ماري، سجلت موريس هدف الفوز في الوقت الإضافي ضد فريق بريستول سيتي من بطولة السوبر للسيدات لدرجة الثانية بنتيجة 1–0. أنهت موسم موسم 2021–22 في الدوري الوطني الجنوبي برصيد 4 أهداف في 22 مباراة مع النادي، حيث صعد نادي ساوثهامبتون إلى بطولة السوبر للسيدات لأول مرة في تاريخ النادي.

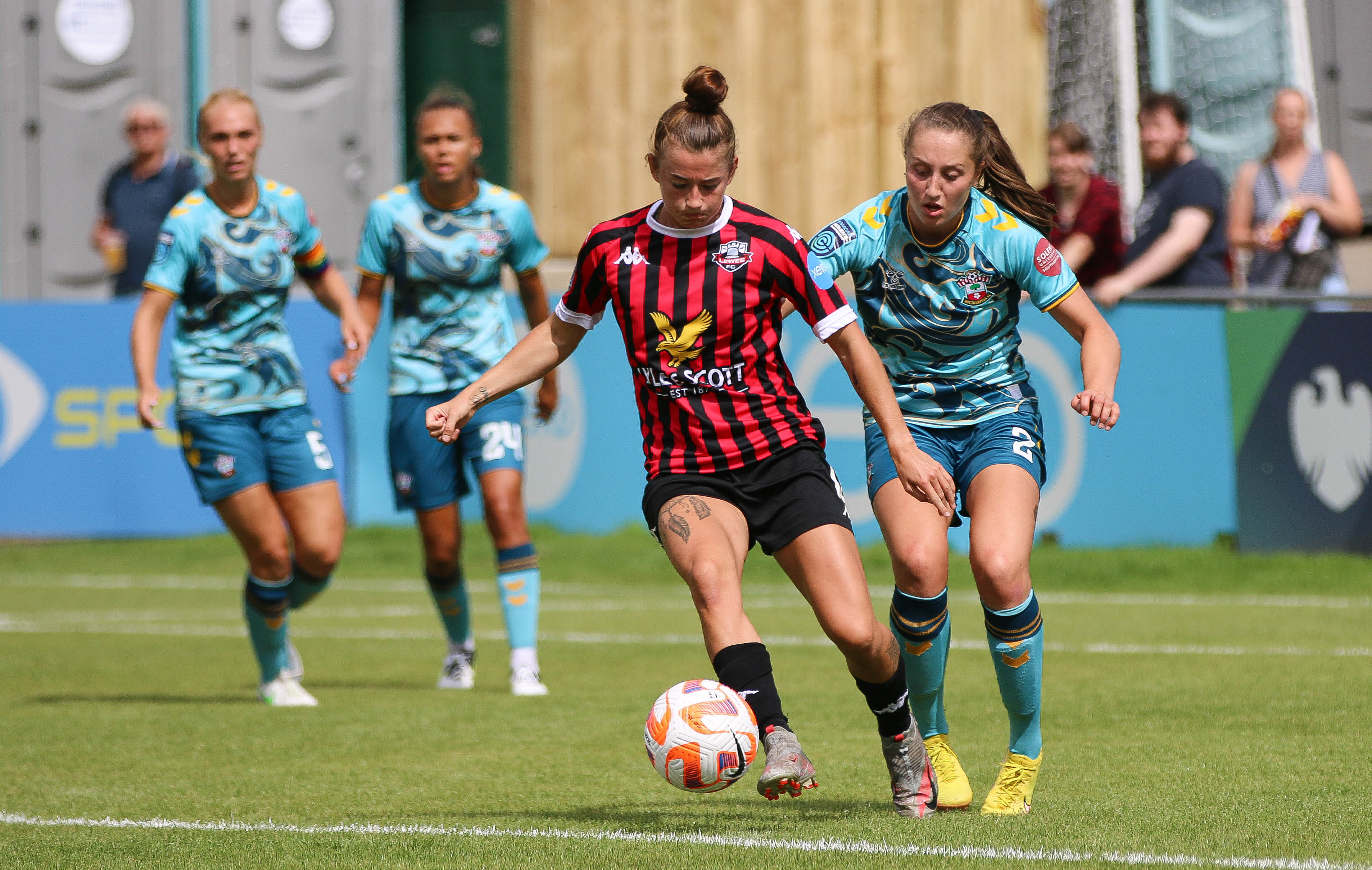
موريس (على اليمين) يلعب مع ساوثهامبتون ضد لويس في عام 2022.

في 28 أغسطس 2022، ساعد موريس الفريق في العودة من تأخرهم بهدفين في الشوط الأول ضد لويس، مسجلاً أول هدفين في التعادل 2-2. في مايو 2023، تم التصويت لها في المركز الثاني لجائزة أفضل لاعبة في بطولة السوبر للسيدات للموسم 2022–23.
في 27 أغسطس 2023، في المباراة الافتتاحية لفريق الفريق  في بطولة السوبر للسيدات 2023–24 ضد لويس، سجلت موريس هدفًا في غضون خمس دقائق من ظهورها كبديلة في فوز 4–1. في 10 ديسمبر 2023، في الدور الثالث من كأس الاتحاد الإنجليزي للسيدات 2023–24، صنعت هدفي الفوز 2–1 على نادي بورتسموث لكرة القدم للسيدات، حيث قدمت سلسلة من العرضيات الخطيرة التي أدت إلى هدف ذاتي وتمريرة حاسمة. في يونيو 2024، غادرت موريس نادي ساوثهامبتون عند انتهاء عقدها. في 16 يوليو، وقعت عقدًا مع نادي توتنهام هوتسبير لكرة القدم للسيدات في الدوري الممتاز لمدة ثلاث سنوات.

## مسيرته الدولية
مثلت موريس منتخب إنجلترا للشباب في فئات تحت 15، وتحت 16، وتحت 17، وتحت 18، وتحت 19، وتحت 23. في 18 سبتمبر 2018، تم اختيارها كجزء من تشكيلة منتخب تحت 17 عامًا للمشاركة في تصفيات بطولة تحت 17 عامًا 2019، شاركت لأول مرة كبديلة في الدقيقة 59 في مباراة انتهت بفوز 7-0 على أذربيجان في 22 سبتمبر. في مايو 2019، تم اختيار موريس كجزء من تشكيلة البطولة النهائية، لعب 90 دقيقة كاملة كظهير أيمن ضد ألمانيا، النمسا وهولندا.
في فبراير 2023، تلقت أول استدعاء لها للانضمام إلى منتخب تحت 23 عامًا لمباراتين ضد إسبانيا وبلجيكا. في 25 سبتمبر 2023، مع منتخب إنجلترا تحت 23 عامًا، سجلت موريس هدفها الدولي الأول للشباب لصالح إنجلترا بتسديدة طائرة لتكون الهدف الأخير في الفوز 3-0 على بلجيكا.
في 4 ديسمبر 2023، سجلت الهدف الافتتاحي في مباراة التعادل 1-1 ضد منتخب إسبانيا للسيدات تحت 23 عامًا. تلقت موريس أول استدعاء لها للانضمام إلى منتخب إنجلترا الأول في 13 مايو 2025 لمباريات دوري الأمم الأوروبية ضد البرتغال وإسبانيا في وقت لاحق من ذلك الشهر. ومع ذلك، اضطرت إلى الانسحاب من الفريق في 28 مايو بعد تعرضها لإصابة في الرباط الصليبي الأمامي أثناء التدريب.

## الإنجازات
نادي ساوثهامبتون لكرة القدم
- دوري كرة القدم للسيدات في المنطقة الجنوبية - الدرجة الممتازة: 2018-19
- كأس دوري كرة القدم للسيدات في المنطقة الجنوبية: 2018-19
- الدوري الوطني الإنجليزي للسيدات - المنطقة الجنوبية: 2021-22
- كأس الدوري الوطني الإنجليزي للسيدات: 2021-22

الجوائز الفردية
- أفضل لاعبة في ساوثهامبتون: 2019-20
- أفضل لاعبة في ساوثهامبتون: 2019-20
- أفضل لاعبة في بطولة السيدات: وصيفة بطلة موسم 2022-23

## ملاحظة
1. ↑  إجمالي الإحصائيات المحلية؛ دوري كرة القدم للسيدات في المنطقة الجنوبية في 2018–19 (7 مشاركات، هدفان)،[3]الدوري الوطني في 2019–20 (8 مباريات، هدفان) و2021–22 (22 مباراة، 4 أهداف)،[4][5] وبطولة السيدات في 2022–23 و2023–24 (41 مباراة، 4 أهداف).[6]